# HD 172340
HD 172340，又名BD+77 699，SAO 9151、HR 7006，是一颗恒星，视星等为5.64，位于銀經108.91，銀緯27.61，其B1900.0坐标为赤經18h 34m 34.8s，赤緯+77° 27.61′ 9″。